# Otsuka Pharmaceutical
Otsuka Pharmaceutical Co., Ltd. (яп. 大塚製薬株式会社 О:цука сэйяку кабусики-гайся), сокращ. OPC — японская фармацевтическая компания, вторая крупнейшая после Takeda Pharmaceutical. Основана 10 августа 1964 года. Штаб-квартира Otsuka расположена в Токио, региональные центры — в городах Осака и Наруто. В списке крупнейших публичных компаний мира Forbes Global 2000 за 2021 год Otsuka Pharmaceutical заняла 562-е место (759-е по размеру выручки, 486-е по чистой прибыли, 1208-е по активам и 860-е по рыночной капитализации).

## История
Фармацевтическую фабрику Otsuka основал в 1921 году Бусабуро Оцука. В 1964 году она была зарегистрирована как компания. В 1973 году были открыты филиалы в Таиланде и США, в 1974 году — в Испании и Италии, в 1981 году — в Китае. В 2008 году была создана холдинговая компания, которая кроме фармацевтической компании управляет также химической, логистической и транспортной. В декабре 2010 года акции Otsuka Holdings были размещены на Токийской фондовой бирже. В то время Otsuka Holdings была производителем лекарств № 2 в Японии по продажам (после лидера отрасли фармацевтической компании Takeda).

В 2008 году Otsuka Pharmaceutical Co. приобрела 49 % Alma S.A., французского производителя минеральной воды. В 2009 году была поглощена компания Taiho Pharmaceutical, основанная в 1963 году.
В марте 2017 года компания приобрела Neurovance, Inc. за $250 млн, получив лекарство от СДВГ центанафадин (ранее EB-1020).
В июле 2017 года была куплена Daiya, канадская компания по производству альтернативных молочных продуктов.
В июле 2018 года компания Otsuka согласилась приобрести Visterra за $430 млн.

## Деятельность
Компания производит, импортирует и экспортирует различные препараты, медицинское оборудование, косметику, продукты питания, проводит клинические испытания лекарств. Известна благодаря выпуску нутрицевтиков, а также популярному безалкогольному напитку для спортсменов Pocari Sweat и энергетическому напитку Oronamin C.
Основные препараты:
- Абилифай (Арипипразол), применяемого для лечения шизофрении и при биполярном расстройстве; 116 млрд иен;
- Rexulti (Brexpiprazole) — атипичный антипсихотик; 105 млрд иен;
- Samsca (Tolvaptan) — лечение гипонатриемии; 168 млрд иен;
- Lonsurf (Trifluridine/tipiracil) — комбинированный препарат, применяется при лечении раковых заболеваний; 41 млрд иен.

Основные подразделения по состоянию на 2020 год:
- Фармацевтика — производство лекарственных препаратов, 67 % выручки;
- Нутрицевтика — производство пищевых смесей, добавок, 24 % выручки;
- Потребительские товары — разлив минеральной воды и других напитков, 2 % выручки;
- Прочее — производство химикатов и медицинского оборудования, 7 % выручки.

## Спонсорство
В 1955 году компания основала футбольный клуб под названием «Otsuka Pharmaceutical SC». В 2005 году название было изменено на Tokushima Vortis. Клуб находится в Наруто.